# Victor Nyebølle
Victor August Johan Wadsted Nyebølle (født 28. august 1862 i Kongens Lyngby, død 5. august 1933 i Ordrup) var en dansk arkitekt.

## Karriere
Victor Nyebølle var søn af postmester Jens Gerhard Carl August Nyebølle og Caroline Albine Antoinette Nyebølle. Han var i murerlære hos murermester Laur. Petersen i 4 år, arbejdede som svend hos arkitekt, murermester Philip Petersen samt i Tyskland, var tegner hos Emil Blichfeldt og elev på Teknisk Skole (afgang). Han blev dimitteret af maler Busch og optaget på Kunstakademiet i almindelig forberedelsesklasse oktober 1881, i Arkitekturskolens forberedelsesklasse oktober 1882, i dekorationsklasse oktober 1884, i arkitekturskolen februar 1885 og tog afgang januar 1892. 
Han vandt Aarsmedaljen 1904 og modtog K.A. Larssens Legat året efter. Han var på rejser: 1892-96 Frankrig, Italien, Holland, Belgien og medvirkede under opholdet i Frankrig bl.a. ved opførelsen af kejserinde Eugénies Villa Cyrnos i Menton (opført af Hans-Georg Tersling; arbejdede to år i Paris bl.a. under arkitekt Rives; senere rejser i udlandet bl.a. 1901 og 1906.
Han var medlem af Arrestkommissionen og tilsynshavende ved landets ting- og arresthuse 1897-1910 samt medlem af bestyrelsen for Kunstnerforeningen af 18. november 1914-1921.
Nyebølles Nazaret Kirke er et typisk og interessant eksempel på den dansk-italienske rødstensarkitektur, som J.D. Herholdt havde indledt og Hans J. Holm og Martin Nyrop fortsat. De forhåbninger, som Nyebølle vakte med dette arbejde, kan han dog næppe siges at have indløst. Handelsbankens bygning på hjørnet af Frederiksberggade og Nytorv og det nye Løveapoteks ejendom hører begge til den retning inden for dansk arkitektur, som i de år lod sig påvirke af udlandets, navnlig de tyske arkitekters forsøg på modernisme. 
Nyebølle forblev ugift og er begravet på Lyngby Kirkegård.

## Udstillinger
- Charlottenborg Forårsudstilling 1903-05, 1907, 1917
- Landsudstillingen i Århus 1909
- Berlin 1910-11
- Stockholm 1918

## Værker
- Tilbygning til Ting- og Arresthuset i Aalborg (ca. 1891)
- Apollosalen i Aalborg (1900)
- Nazaret Kirke i Ryesgade, København (1902-04, årsmedaljen 1904)
- Ejendommen Frederiksberggade 1 og 1 A for Københavns Grundejerbank (hjørnet af Nytorv), København (1904 med Gl. Torvs Apotek)
- Villa Munkebo i Vedbæk (1905)
- Gl. Avlsgård i Aalborg (1905)
- Ejendommen Jagtvej 13-19/Borups Allé 2-4/Humlebækgade 2-14/Gilbjerggade 3, København (1905)
- Veranda på Industriforeningens bygning, Rådhuspladsen, København (1908, nedrevet)
- Ejendommen Amagertorv 33 (Løveapoteket) (1908, sammen med Christian Brandstrup)
- Ting- og Arresthuset i Fjerritslev (1909)
- Nyborg Statsfængsel (nord- og sydfløj, 1911-13)
- Komplekset Amagerbrogade 24-26, Amager Boulevard 133 (1916-17, præmieret)
- Kildevældsskolen, Bellmannsvej 5A, København (1918-19)
- Grøndalsvængets Skole, Kærsangervej 8, København (1923-24)
- Nordisk Fjerfabrik, Gittervej, Københavns Frihavn (ca. 1925, totalt ombygget, skorsten, attika og elevatortårn nedrevet, nu Banedanmark)
- Restaureret landsbykirker og herregårde

### Dekorative arbejder
- Familiebegravelse i Skt. Petri Kapel for fabrikant C.C. Idenreich Bestle (1905, udført 1920)
- Møbler

### Projekter
- Ting- og arresthus i Horsens (1899, 2. præmie)